# فلسطين (صحيفة)
صحيفة فلسطين، صحيفة يومية سياسية شاملة، منبثقة عن شركة الوسط للإعلام والنشر (شركة مساهمة محدودة)، فلسطينية الهَوى، وطنية الهُوية، عددها الأول رأى النور في الثالث من مايو عام 2007.
اختارت قطاع غزة ليكون مهد ميلادها ونقطة انطلاقتها الأولى، ومن بحره استمدت اللون الأزرق ليُخضب جبين صباحاتها في كل يوم، وحرصت على طباعتها في الضفة الغربية، إلى أن منع الاحتلال طباعتها عام 2013م.
أطلقت موقعها الإلكتروني (فلسطين أون لاين) منذ ولادتها الأولى في 3 مايو 2007م، وتعمل على تجديده باستمرار، وتحرص في كل تحديث له على تقديم أفضل الخدمات لجمهورها من القراء، وذلك بالتوازي مع تقديم محتوى متخصص عبر منصات التواصل الاجتماعي التابعة للصحيفة.

## الرؤية
- التعريف بالقضية الفلسطينية.
- دعم الحقوق والثوابت الفلسطينية وترسيخها في أذهان الأجيال القادمة.
- تبني هموم المواطن وطموحاته والدفاع عنها وعلاج ما يواجه من مشكلات بتقديم تغطيات لملفات مخصصة.
- تعزيز ثقافة الوحدة الوطنية والسلم المجتمعي.

## أهداف
- تعزيز صمود الشعب الفلسطيني، خاصة اللاجئين، بتسليط الضوء على قضاياه المختلفة.
- تغطية الأحداث والفعاليات الفلسطينية كافة، وأهم الأحداث في الوطن العربي والعالم.
- إخبار وتثقيف المواطن الفلسطيني وترفيهه بعرض مواد منوعة «مسؤولة».
- إصدار ملاحق تعالج أهم المشكلات على الساحة الفلسطينية.
- رفد الصحيفة بأقلام صحفية وسياسية واعدة.
- تدريب وتأهيل طلبة الإعلام والمتخرجين الجدد في كليات الإعلام من طريق مركز «فلسطين» للتدريب والتطوير الإعلامي، الذي أضاف مدربين أكفاء من جنسيات عربية وفلسطينية.